# Gabriele d'Agnolo
Gabriele d'Agnolo (Napoli, metà XV secolo – Napoli, 1510) è stato un architetto italiano, attivo a Napoli. Fu una personalità di rilievo negli sviluppi del rinascimento napoletano tra la fine del XV secolo e l'inizio del XVI secolo, in diretta competizione con il Novello da San Lucano e Giovanni Francesco Mormando. Le sue architetture sono mirabili esempi di architettura rinascimentale italiana.

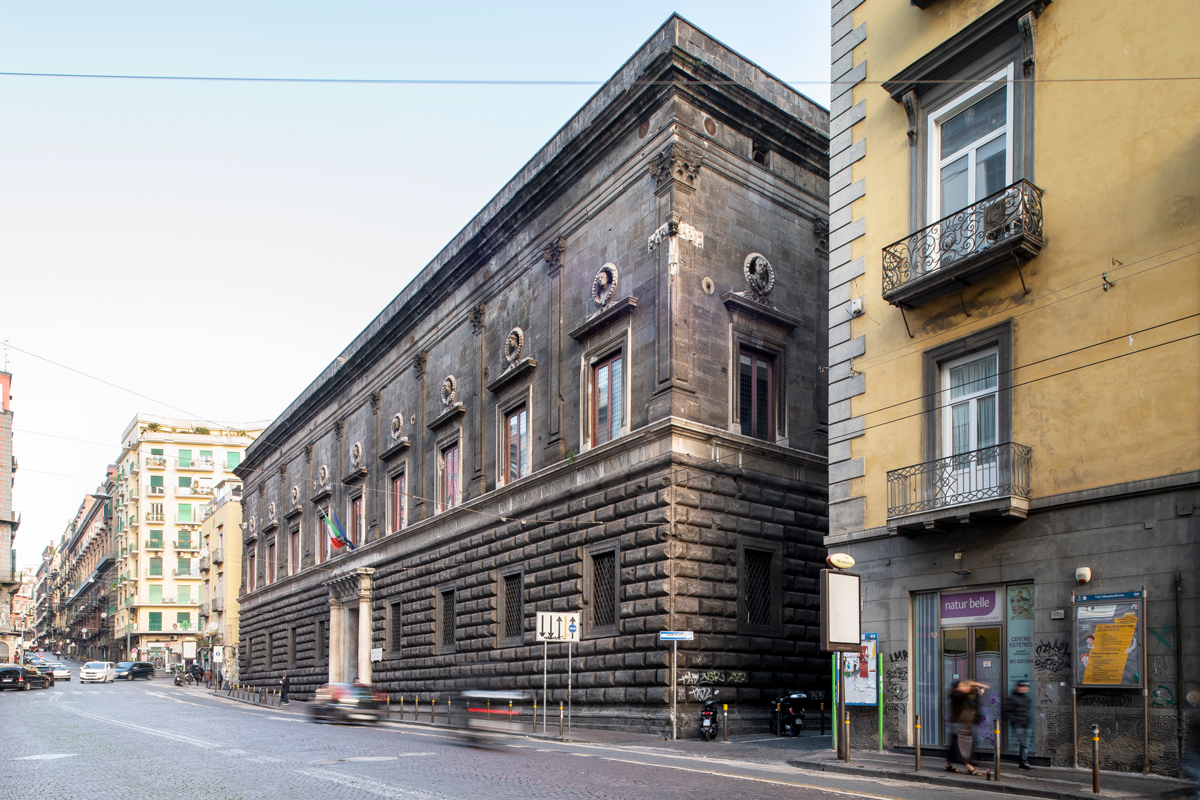
Facciata di Palazzo Gravina

Le note biografiche sull'architetto sono del tutto assenti, quindi non è possibile ricostruire la formazione architettonica del d'Agnolo. Le note riportate da Bernardo De Dominici attribuiscono una probabile formazione classica  a Roma studiando le antichità romane e le architetture contemporanee, sotto il consiglio del San Lucano.
Le opere attribuitegli risalgono nell'arco dei primi due decenni del XVI secolo che corrispondono all'acme della carriera architettonica. Il rifacimento della chiesa di Santa Maria Egiziaca all'Olmo non è datato ma nel 1513 riceve la prestigiosa committenza del duca Ferdinando Orsini che commissiona la progettazione del palazzo di famiglia che potesse gareggiare, per bellezza di forme, con il vicino Palazzo Sanseverino del San Lucano, il palazzo fu completato da Giovanni Francesco Di Palma dopo la morte del progettista. Tra il 1513 e il 1529 risale il Palazzo dei Tufi a Lauro. L'ultima architettura attribuita al d'Agnolo è il Palazzo Carafa di Nocera che è stato realizzato solamente nei primi anni del XVII secolo su disegni postumi dell'architetto.